# Ayumu Iwasa
Ayumu Iwasa (岩佐歩夢 Iwasa Ayumu?, Osaka, Japón; 22 de septiembre de 2001) es un piloto de automovilismo japonés. Es miembro del Equipo Júnior de Red Bull desde 2021. Fue campeón del Campeonato Francés de F4 en 2020. En 2022 y 2023 compitió en el Campeonato de Fórmula 2 de la FIA con el equipo DAMS, obteniendo cinco victorias y doce podios. Desde 2024 disputa el Campeonato de Super Fórmula Japonesa con Team Mugen, resultando quinto en su temporada de debut.

## Biografía

### Fórmula 4
Iwasa nació en 2001 en Japón y rápidamente entró en el mundo del automovilismo. Ganó varios campeonatos locales y nacionales de karting y en 2017 pasó a carreras de monoplazas. En la AFR Series corrió solo dos carreras, logrando dos poles y la misma cantidad de podios. Después de algunas participaciones en el Campeonato de Japón de Fórmula 4 en 2017 y 2018, se centró en su entrenamiento dentro de la Escuela de Carreras de Suzuka en 2019. Su desempeño hizo que Suzuka y Honda lo llevaran a Europa para disputar el Campeonato Francés de F4 en 2020. Dominó el campeonato con nueve victorias en 21 carreras, lo que le permitió coronarse campeón ante su compatriota Ren Sato.

### Fórmula 3 y Fórmula 2

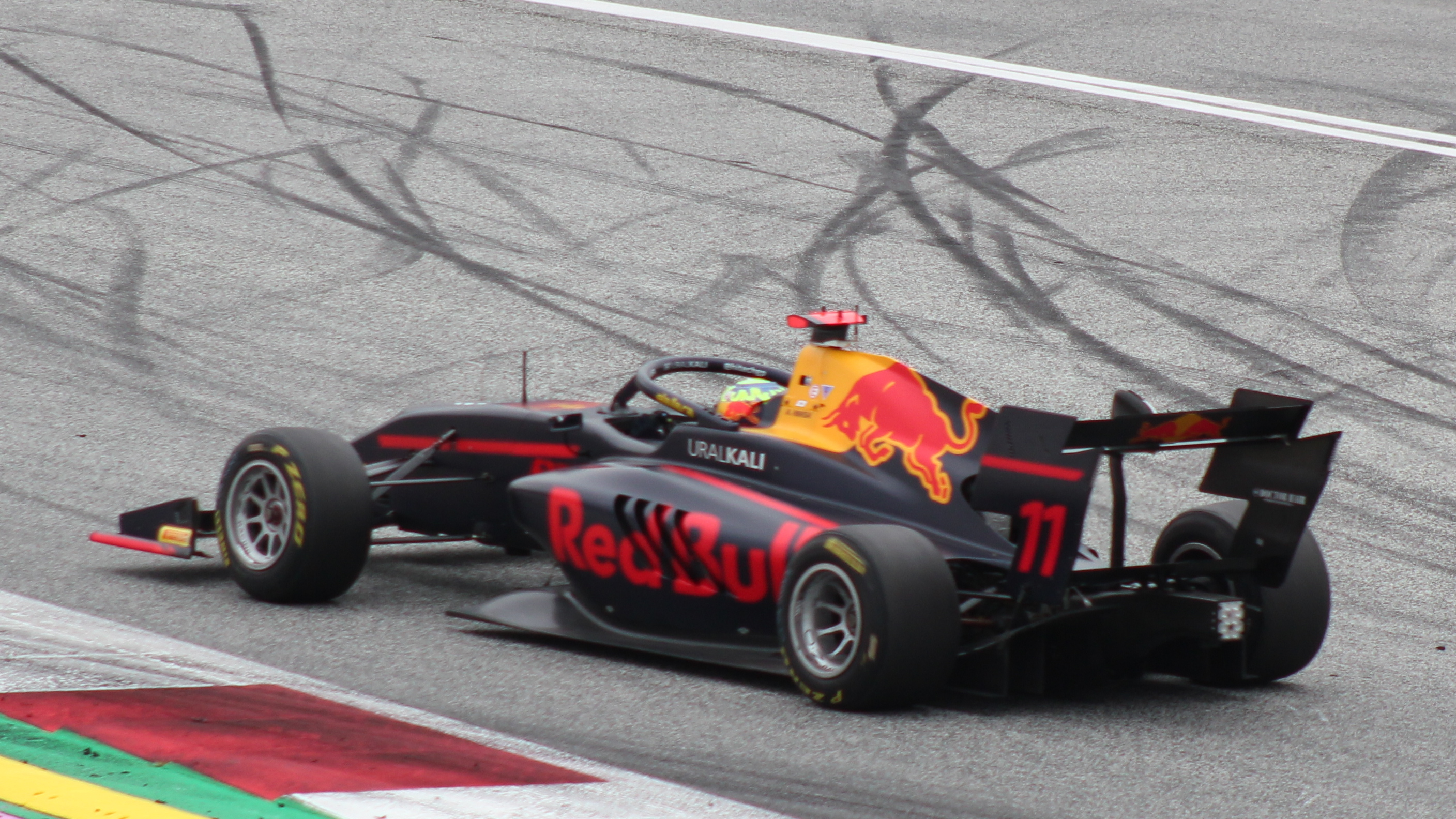
Iwasa en la ronda de Spielberg de Fórmula 3 2021.

Su actuación en el campeonato francés permitió que fuera reclutado por el Equipo Júnior de Red Bull en 2021, y firmar contrato con Hitech Grand Prix para disputar el Campeonato Asiático de F3 y el Campeonato de Fórmula 3 de la FIA. En el primer campeonato sumó en la mayoría de las carreras, logrando un tercer lugar como mejor resultado y se ubicó en la octava posisión en las estadísticas finales. Mientras que en el segundo campeonato logró dos podios, uno de ellos un triunfo logrado en la ronda de Budapest luego de que el ganador original Lorenzo Colombo fuera sancionado.
Para 2022, fichó por DAMS para correr en el Campeonato de Fórmula 2 de la FIA junto a Roy Nissany. Logró dos victorias en su primer año y el quinto lugar en Campeonato de Pilotos. Siguió con el equipo francés en 2023. Logró tres victorias y otros tres podios que le dieron la posibilidad de finalizar tercero, pero en la ronda final no lograría los puntos necesarios y bajó a la cuarta posición.

### Fórmula 1
En 2023, Iwasa formó parte de los entrenamientos de postemporada de Fórmula 1 con la Scuderia AlphaTauri. Logró el decimoquinto mejor tiempo de la sesión: 1:25.753.
En el Gran Premio de Japón de 2024 tuvo su primera experiencia en un entrenamiento libre de F1 al volante del RB VCARB 01 de Daniel Ricciardo en la primera sesión.

## Resumen de carrera
| Temporada | Categoría                            | Equipo                            | Carreras          | Victorias         | Poles             | VR                | Podios            | Puntos            | Pos.              |
| --------- | ------------------------------------ | --------------------------------- | ----------------- | ----------------- | ----------------- | ----------------- | ----------------- | ----------------- | ----------------- |
| 2017      | Campeonato de Japón de Fórmula 4     | B-MAX Racing Team                 | 2                 | 0                 | 0                 | 0                 | 0                 | 0                 | 28.º              |
| 2017      | AFR Series - Clase A                 | Asia Racing Team                  | 2                 | 0                 | 1                 | 1                 | 2                 | 48                | 14.º              |
| 2018      | Campeonato de Japón de Fórmula 4     | Rn-sports                         | 2                 | 0                 | 0                 | 0                 | 0                 | 8                 | 17.º              |
| 2020      | Campeonato Francés de F4             | —                                 | 21                | 9                 | 5                 | 7                 | 15                | 329               | 1.º               |
| 2021      | Campeonato Asiático de F3            | Hitech Grand Prix                 | 15                | 0                 | 0                 | 0                 | 1                 | 81                | 8.º               |
| 2021      | Campeonato de Fórmula 3 de la FIA    | Hitech Grand Prix                 | 20                | 1                 | 0                 | 0                 | 2                 | 52                | 12.º              |
| 2022      | Campeonato de Fórmula 2 de la FIA    | DAMS                              | 28                | 2                 | 2                 | 1                 | 6                 | 141               | 5.º               |
| 2023      | Campeonato de Fórmula 2 de la FIA    | DAMS                              | 26                | 3                 | 1                 | 3                 | 6                 | 165               | 4.º               |
| 2023      | Fórmula 1                            | Scuderia AlphaTauri               | Piloto de pruebas | Piloto de pruebas | Piloto de pruebas | Piloto de pruebas | Piloto de pruebas | Piloto de pruebas | Piloto de pruebas |
| 2024      | Campeonato de Super Fórmula Japonesa | Team Mugen                        | 9                 | 0                 | 1                 | 0                 | 3                 | 63.5              | 5.º               |
| 2024      | Fórmula 1                            | Visa Cash App RB Formula One Team | Piloto de pruebas | Piloto de pruebas | Piloto de pruebas | Piloto de pruebas | Piloto de pruebas | Piloto de pruebas | Piloto de pruebas |
| 2025      | Campeonato de Super Fórmula Japonesa | Team Mugen                        | Disputándose      | Disputándose      | Disputándose      | Disputándose      | Disputándose      | Disputándose      | Disputándose      |
| 2025      | Fórmula 1                            | Oracle Red Bull Racing            | Piloto de pruebas | Piloto de pruebas | Piloto de pruebas | Piloto de pruebas | Piloto de pruebas | Piloto de pruebas | Piloto de pruebas |
| Fuente:   |                                      |                                   |                   |                   |                   |                   |                   |                   |                   |

## Resultados

### Campeonato de Fórmula 3 de la FIA
(Clave) (negrita indica pole position) (cursiva indica vuelta rápida puntuable)

| Año  | Escudería         | 1   | 1   | 1   | 2   | 2   | 2   | 3   | 3   | 3   | 4   | 4   | 4   | 5   | 5   | 5   | 6   | 6   | 6   | 7   | 7   | 7   | Pos. | Puntos | Ref.   |
| ---- | ----------------- | --- | --- | --- | --- | --- | --- | --- | --- | --- | --- | --- | --- | --- | --- | --- | --- | --- | --- | --- | --- | --- | ---- | ------ | ------ |
| 2021 | Hitech Grand Prix | BAR | BAR | BAR | LEC | LEC | LEC | SPI | SPI | SPI | BUD | BUD | BUD | SPA | SPA | SPA | ZAN | ZAN | ZAN | SOC | SOC | SOC | 12.º | 52     | [ 15 ] |
| 2021 | Hitech Grand Prix | 14  | 7   | 15  | 8   | 9   | 7   | DSQ | 14  | 6   | 1   | 10  | 12  | 15  | 11  | 13  | 3   | Ret | 11  | 10  | C   | 9   | 12.º | 52     | [ 15 ] |

### Campeonato de Fórmula 2 de la FIA
(Clave) (negrita indica pole position) (cursiva indica vuelta rápida puntuable)

| Año  | Escudería | 1   | 1   | 2   | 2   | 3   | 3   | 4   | 4   | 5   | 5   | 6   | 6   | 7   | 7   | 8   | 8   | 9   | 9   | 10  | 10  | 11  | 11  | 12  | 12  | 13  | 13  | 14  | 14  | Pos. | Puntos | Ref.   |
| ---- | --------- | --- | --- | --- | --- | --- | --- | --- | --- | --- | --- | --- | --- | --- | --- | --- | --- | --- | --- | --- | --- | --- | --- | --- | --- | --- | --- | --- | --- | ---- | ------ | ------ |
| 2022 | DAMS      | SAK | SAK | YED | YED | IMO | IMO | BAR | BAR | MON | MON | BAK | BAK | SIL | SIL | SPI | SPI | LEC | LEC | BUD | BUD | SPA | SPA | ZAN | ZAN | MNZ | MNZ | YMC | YMC | 5.º  | 141    | [ 16 ] |
| 2022 | DAMS      | 8   | 16  | 6   | 7   | 9   | 5   | 2   | 12  | 19  | 17† | 8   | 14  | 2   | 12  | 10  | 7   | 6   | 1   | 8   | 3   | 9   | 7   | 6   | 3   | 16  | DSQ | 13  | 1   | 5.º  | 141    | [ 16 ] |
| 2023 | DAMS      | SAK | SAK | YED | YED | MEL | MEL | BAK | BAK | MON | MON | BAR | BAR | SPI | SPI | SIL | SIL | BUD | BUD | SPA | SPA | ZAN | ZAN | MNZ | MNZ | YMC | YMC |     |     | 4.º  | 165    | [ 17 ] |
| 2023 | DAMS      | 4   | 8   | 1   | 4   | 13  | 1   | Ret | 12  | 1   | 10  | 8   | 4   | 11  | 2   | 21  | 5   | 2   | 4   | 7   | Ret | 13  | 13  | Ret | 2   | 8   | 4   |     |     | 4.º  | 165    | [ 17 ] |

### Campeonato de Super Fórmula Japonesa
(Clave) (negrita indica pole position) (cursiva indica vuelta rápida)

| Año     | Escudería  | 1     | 2     | 3       | 4      | 5       | 6     | 7     | 8     | 9     | 10  | 11  | 12  | Pos. | Puntos |
| ------- | ---------- | ----- | ----- | ------- | ------ | ------- | ----- | ----- | ----- | ----- | --- | --- | --- | ---- | ------ |
| 2024    | Team Mugen | SUZ 9 | AUT 2 | SUG 2   | FUJ 11 | MOT 7   | FUJ 2 | FUJ 6 | SUZ 9 | SUZ 7 |     |     |     | 5.º  | 63.5   |
| 2025*   | Team Mugen | SUZ 2 | SUZ 3 | MOT Ret | MOT 3  | AUT Ret | FUJ 3 | FUJ 2 | SUG 1 | FUJ   | FUJ | SUZ | SUZ | 2.º  | 90     |
| Fuente: |            |       |       |         |        |         |       |       |       |       |     |     |     |      |        |

- * Temporada en progreso.

### Fórmula 1
(Clave) (negrita indica pole position) (cursiva indica vuelta rápida)

| Año     | Escudería                         | 1   | 2   | 3   | 4      | 5   | 6   | 7   | 8   | 9   | 10  | 11  | 12  | 13  | 14  | 15  | 16  | 17  | 18  | 19  | 20  | 21  | 22  | 23  | 24     | Pos. | Puntos |
| ------- | --------------------------------- | --- | --- | --- | ------ | --- | --- | --- | --- | --- | --- | --- | --- | --- | --- | --- | --- | --- | --- | --- | --- | --- | --- | --- | ------ | ---- | ------ |
| 2024    | Visa Cash App RB Formula One Team | BHR | ARA | AUS | JPN TD | CHN | MIA | EMI | MON | CAN | ESP | AUT | GBR | HUN | BEL | NED | ITA | AZE | SIN | USA | MEX | SÃO | LVG | QAT | ABU TD |      |        |
| 2025    | Oracle Red Bull Racing            | AUS | CHN | JPN | BHR TD | ARA | MIA | EMI | MON | ESP | CAN | AUT | GBR | BEL | HUN | NED | ITA | AZE | SIN | USA | MEX | SÃO | LVG | QAT | ABU    |      |        |
| Fuente: |                                   |     |     |     |        |     |     |     |     |     |     |     |     |     |     |     |     |     |     |     |     |     |     |     |        |      |        |